# Martinlamitzer Forst-Süd
Martinlamitzer Forst-Süd är ett kommunfritt område i Landkreis Wunsiedel im Fichtelgebirge i Regierungsbezirk Oberfranken i förbundslandet Bayern i Tyskland.